# Hamburger Präliminarfrieden
Der Hamburger Präliminarfrieden, auch Hamburger Präliminarien genannt, von 1641 schuf die Grundlagen für den 1644 beginnenden allgemeinen Friedenskongress in Münster und Osnabrück zur Beendigung des Dreißigjährigen Krieges. Gleichzeitig wurde der Begriff Vorfrieden (Préliminaires de Paix) hier zum ersten Mal verwendet.

## Vorgeschichte
Seit längerem insbesondere nach 1635 hat es Versuche gegeben, auf politisch-diplomatischen Weg den Krieg zu beenden.
Die politisch-militärische Situation war für Kaiser Ferdinand III. um das Jahr 1640 schwierig. Der Reichstag von 1640/41 brachte nicht den politischen Erfolg, den er sich erhofft hatte. Im Jahr 1641 hatten zudem Schweden und Frankreich ihr Bündnis auf unbestimmte Zeit verlängert. Versuche, einen Separatfrieden mit einem der beiden Königreiche zu schließen, waren damit vorerst illusorisch.
Vor diesem Hintergrund begannen im Oktober 1641 in Hamburg Verhandlungen zwischen Abgesandten Frankreichs, Schwedens und dem Heiligen Römischen Reich. Vermittler waren Vertreter Dänemarks. Hamburg bot sich als Verhandlungsort an, weil die Hansestadt eine Neutralitätspolitik verfolgte.

## Ergebnisse
Auf allen Seiten war die Bereitschaft zu einer Lösung zu kommen vorhanden. Im Dezember 1641 wurde der Präliminarfrieden geschlossen. Hinsichtlich der Nachkriegsordnung oder ähnlicher Fragen blieb er vage. Wichtig war, dass er die Grundlage für einen allgemeinen Friedenskongress schuf. Wie von Richelieu angestrebt, sollte es sich um einen universalen Friedenskongress zwischen dem Reich und den übrigen Mächten handeln.
Auch die Trennung der Verhandlungen an zwei Orten, in Münster und in Osnabrück, wurde festgelegt. In Münster sollte Spanien mit Frankreich Frieden schließen. Außerdem sollte dort der Achtzigjährige Krieg mit der Republik der Sieben Vereinigten Provinzen beendet werden. In Osnabrück sollte es um den Friedensschluss des Kaisers mit Schweden und Frankreich gehen.
Beide Städte sollten für die Dauer der Verhandlungen neutrale Zonen bilden. Dasselbe galt für die Verbindungsstraßen. Der Kongress sollte bereits 1642 beginnen.
Strittig blieb unter anderem die Frage, welche Territorien aus dem Reich vertreten sein sollten. Bei aller Kompromissbereitschaft wollte Ferdinand III. ihre Zahl so gering wie möglich halten. Er wollte verhindern, dass zusätzlich zu den Friedensverhandlungen auch die zukünftige Verfassung des Reiches zur Diskussion stünde.

## Folgen
Letztlich hing die Entscheidung in dieser und anderen Fragen von der zukünftigen politischen und militärischen Entwicklung ab. Aus taktischen Gründen setzten sowohl der Kaiser wie auch Frankreich auf eine Verzögerung des Beginns des eigentlichen Friedenskongresses, in der Hoffnung, im Vorfeld die eigenen Position zu verbessern. Dieser Friedenskongress trat daher erst seit 1644 zusammen.